# Pirates: Duels on the High Seas
Pirates: Duels on the High Seas est un jeu vidéo d'action développé et édité par Oxygen Games, sorti en 2008 sur Nintendo DS.

## Accueil
- Jeuxvideo.com : 12/20[1]